# V tom domě straší
V tom domě straší (v anglickém originále Monster House) je americký nezávislý animovaný hororový film studia Relativity Media, ImageMovers a Amblin Entertainment z roku 2006.

## Děj
Mladý kluk DJ už dlouho pozoruje podivného souseda pana Nebercrackra, který bydlí v domě oproti ním a nesnáší, když někdo šlape po jeho trávníku a zanechá tam věci. Jednou, když si DJ se svým kamarádem Buřtem házeli míčem, najednou spadl na Nebercrackrův trávník a on dostal od naštvání infarkt a odvezli ho do nemocnice. DJ a Buřt si mysleli, že je mrtvej. Jenomže DJ měl z toho špatnou náladu, protože si myslel že za jeho smrt může on. Když DJ usnul, najednou mu začal zvonit telefon, který zvonil z Nebercrackrova domu. DJ dostal strach, že jeho dům je živej. Pak se DJ a Buřt rozhodli, že Nebercrackrov dům prozkoumají. Přidala se k nim i holka, která prodávala cukroví, jménem Jenny. Na konec se Jenny, Buřt a DJ dozvěděli, že Nebercrackrův dům, který ožil, je vlastně jeho žena Constance, která nesnášela lidi, co se pohybovali kolem jejich domu. Pak se dozvěděli, že Nebercracker vůbec nezemřel, ale sám zničil svou ženu Constance jednou provždy.